# (ヒドロキシアミノ)ベンゼンムターゼ
(ヒドロキシアミノ)ベンゼンムターゼ((hydroxyamino)benzene mutase、EC 5.4.4.1)は、以下の化学反応を触媒する酵素である。
ヒドロキシアミノベンゼン{\displaystyle \rightleftharpoons }2-アミノフェノール
従って、この酵素の基質はヒドロキシアミノベンゼンのみ、生成物は2-アミノフェノールのみである。
この酵素は異性化酵素、特に水酸基を転移する分子内転移酵素に分類される。系統名は、(ヒドロキシアミノ)ベンゼン ヒドロキシムターゼ((hydroxyamino)benzene hydroxymutase)である。他に、HAB mutase、 hydroxylaminobenzene hydroxymutase、hydroxylaminobenzene mutase等とも呼ばれる。この酵素は、ナフタレンとアントラセンの分解に関与している。